# Tihana Abrlić
Tihana Abrlić, coniugata Jurić (Zagabria, 11 luglio 1976), è un'ex cestista croata.

## Carriera
Con la Croazia ha disputato i Campionati europei del 1999.